# Chaïm Soutine
Chaïm Soutine (pův. Хаим Соломонович Сутин, 13. ledna 1893 Smiloviči, Ruské impérium, dnes Bělorusko – 9. srpna 1943 Paříž, Francie) byl malíř židovského původu.

## Život
Narodil se v židovském ghettu poblíž Minsku jako desáté dítě z jedenácti potomků chudého krejčího. Jeho rodina byla silně ortodoxní a řídila se pravidly Talmudu, proto si nepřála, aby se jejich syn věnoval umění a maloval (zde zejména lidské postavy). Přesto se mu podařilo studoval v letech 1910 až 1913 na malířské akademii ve Vilniusu. V roce 1913 se odebral do Paříže, aby zde dále studoval. Bydlel na Montparnassu a maloval zde expresionistická zátiší a portréty. Zde se postupně seznámil s celu řadou výtvarníků, kteří zde žili, největší vliv na měj měl patrně Marc Chagall a Amedeo Modigliani. Jeho tehdejší styl byl hodně ovlivněn pracemi Vincenta van Gogha.

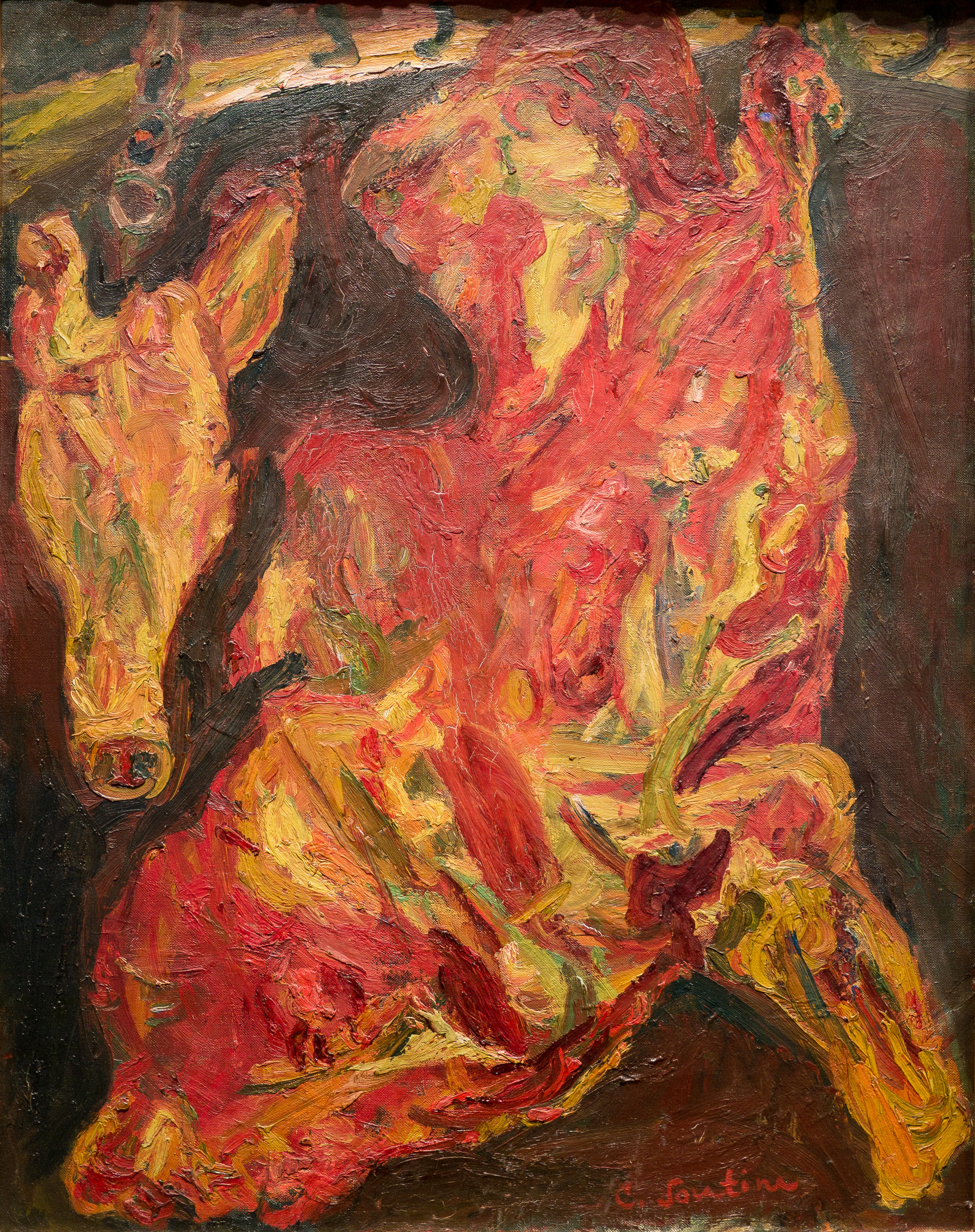
Chaim Soutine, Hovězí s telecí hlavou

V roce 1919 odejel z popudu Leopolda Zborowskiho do Céret v Pyrenejích, kde pracoval další tři roky a namaloval zde asi 200 obrazů. Jednalo se často expresionisticky laděné obrazy krajin. V roce 1922 se vrátil zpět do Paříže, kde se věnoval portrétní tvorbě. V roce 1923 americký sběratel Paul Barnes koupil šedesát jeho obrazů.
V roce 1925 přesídlil do Cagnes, zde se nervově zhroutil a zničil větší množství svých tehdejších děl. Celý život trpěl velkými depresemi, několikrát se pokusil o sebevraždu. Jeho stav se zlepšil v roce 1929, kdy mu bohatý mecenáš a obchodník Marcellin Castaing nabídl jako podporu pobyt na jeho zámku nedaleko Chartres.
Mezi jeho nejznámější díla patří obraz s námětem hromady hnijícího mrtvého masa – Mrtvola z roku 1925, který je znám tím, že v době jeho tvorby své sousedy na Montmartru šokoval neskutečným zápachem hnijícího hovězího masa (poznámka: tento obraz lze vidět, mimo jiné, např. v americkém filmu Úsměv Mony Lisy z roku 2003), což musela nakonec tehdy vyřešit přivolaná policie.
Jeho tvorba byla velice charakteristická svým osobitým stylem, ze kterého čišel zvláštní smutek, melancholie a pocit osamění.
Po vpádu nacistických vojsk do Francie v roce 1940 musel jako Žid uprchnout z Paříže a skrývat se provizorně na venkově. To mělo velký vliv na jeho celkový zdravotní stav, vinou strádání, stresů a neustálému strachu mu prasknul žaludeční vřed. Musel v Paříži narychlo absolvovat operaci, kterou nepřežil.